# Frederik Christian Krebs (läkare)
Frederik Christian Krebs, född den 15 oktober 1814, död den 14 maj 1881, var en dansk läkare och nationalekonom.
Krebs blev 1847 distriktsläkare på Læsø och 1855 i Skælskør samt utnämndes 1871 till stiftsfysikus på Fyn. Åren 1859-62 utgav Krebs, under märket E., en serie skrifter om de danska landboförhållandena samt tog därvid till orda för större frihet i fråga om styckning och sammanslagning av jordegendomar likasom för arrendesystemets utveckling i motsats till Selvejendom. I Fra 1840 til 1860. Om Danmarks Næringsbrug (1863) varnade han mot den obundna näringsfriheten och bristen på organisation. Härtill slöt sig Individualisme og Socialisme (1872) och Det gamle og det nye Samfund (1876), vari han krävde obligatoriska mästar- och lärlingsföreningar, arbetsdomstolar och obligatorisk sjukdoms- och ålderdomsförsäkring. I ett par småskrifter Om det lærde Skolevæsen (1860-1861) tog Krebs till orda mot det överdrivna examensväsendet och för en viss valfrihet i fråga om ämnesfacken. Som redaktör för "Berlingske Tidende" vintern 1864-65 riktade han lidelsefulla angrepp mot det nationalliberala partiet. Åren 1867-68 utgav han en månadsskrift, "Samfundet", samt blev 1869 medlem av kommittén för fattigvårdsväsendets ordnande och 1875 av kommittén för undersökning av arbetarförhållandena i Danmark. Vid universitetets 400-årsfest 1879 blev Krebs medicine hedersdoktor.